# Scyphopodium
Scyphopodium is een geslacht van koralen uit de familie van de Clavulariidae.

## Soort
- Scyphopodium ingolfi (Madsen, 1944)